# 玉州
玉州（ぎょくしゅう）は、中国にかつて存在した州。現在の湖北省当陽市一帯に設置された。
南北朝時代、西魏により設置された平州を前身とする。587年（開皇7年）、隋代により玉州と改称された。589年（開皇9年）に廃止された。

## 下部行政区画
- 漳川郡
  - 当陽県
  - 安居県
- 遠安郡